# Hydrogen (software)
Hydrogen es una caja de ritmos avanzada para GNU/Linux, Windows y Mac OS X. Dispone de una Interfaz gráfica basada en Qt4 rápida e intuitiva. El objetivo principal del proyecto es hacer una caja de ritmos profesional, aunque simple e intuitiva, basada en la programación por patrones.

## Características[3][2]
- Motor de audio estéreo basado en muestras, con soporte para importar muestras en formato .wav, .au, .aiff.
- Soporte de muestras en formato comprimido FLAC.
- Secuenciador basado en patrones, con número ilimitado de patrones y capacidad para encadenar patrones en una canción.
- Más de 192 golpes por patrón con nivel individual por evento y longitud de patrón variable.
- Pistas de instrumento ilimitadas con control de volumen, enmudecer, solo y balance.
- Soporte multicapa para instrumentos (Más de 16 muestras por instrumento).
- Editor de muestras con funciones básicas de corte y bucle.
- Corrector de tiempo y tono desde la CLI de rubberband. Requiere el paquete rubberband-cli.
- Listas de reproducción con soporte para scripting.
- Ventana "Director" con un metrónomo visual y etiquetas de posición de canción.
- Edición variable del tempo. (NEW)
- Modo de patrón solo y apilado.
- Funciones de importación/exportación de patrones en los proyectos de las canciones.
- Aprendizaje MIDI vía Shift-ClickRaton en muchos controladores midi combinados con el editor de preferencias MIDI.
- Capacidad para importar/exportar ficheros de canción.
- Funciones de velocidad humana, tiempo humano, tono y swing.
- Reproducción de múltiples patrones simultáneamente.
- Drivers para JACK, ALSA, PortAudio y OSS.
- Entradas para midi desde alsa y Portmidi con canal midi-in asignable (1..16;ALL).
- Importación/exportación de drumkits.
- Exportación de canciones a formatos .wav, .aiff. .flac o .ogg.
- Exportación de canciones a ficheros midi.

### En inglés
- Tutorial sobre Hydrogen (En inglés)
- linuxaudio.org
- Working with Hydrogen and Rosegarden

- Datos: Q1459314
- Multimedia: Hydrogen (software) / Q1459314